# (35942) 1999 JP132
1999 JP132 (asteroide 35942) é um asteroide da cintura principal. Possui uma excentricidade de 0.08888630 e uma inclinação de 3.58472º.
Este asteroide foi descoberto no dia 13 de maio de 1999 por LINEAR em Socorro.